# Proceso de Burgos
El Proceso de Burgos, también conocido como Juicio de Burgos o Consejo de Guerra de Burgos, fue un juicio sumarísimo iniciado el 3 de diciembre de 1970, durante la dictadura del general Franco, en la ciudad española de Burgos contra dieciséis miembros de ETA acusados de asesinar a tres personas. Las movilizaciones populares y la presión internacional lograron que las condenas a muerte impuestas a seis de los encausados no llegaran a ser ejecutadas, siendo conmutadas por penas de reclusión.

## Contexto político
En diciembre de 1970, el general Francisco Franco contaba ya con 78 años, sufría párkinson desde hacía diez y su vitalidad iba en disminución. En 1967 había situado al almirante Luis Carrero Blanco en la vicepresidencia, y primer ministro de hecho, como forma de asegurarse que la dictadura llevara adelante una política de continuismo; y en julio de 1969 Juan Carlos de Borbón fue designado su sucesor en la Jefatura del Estado a título de Rey, prestando juramento de lealtad a Franco, a los principios del Movimiento y a las leyes fundamentales del Estado. Sin embargo, eso no hizo disminuir la preocupación de la élite franquista por garantizar su continuidad cuando Franco muriese. Esto quedaría meridianamente claro con ocasión de la remodelación del gobierno tras el caso Matesa en 1969, por un lado, y con ocasión de las repercusiones que tuvo el Proceso de Burgos de 1970, por otro, que afectaron a los diferentes sectores de las fuerzas del régimen de manera distinta. Mientras que los falangistas de la línea dura, atrincherados en la burocracia estatal y sindical y la feroz represión policial, intentaban parar cualquier tipo de reforma, los sectores más pragmáticos apostaban por adaptar las formas políticas del régimen a las demandas de un capitalismo a gran escala, tanto nacional como multinacional. Sin diferencias sustanciales en lo ideológico, su esquema de un franquismo sin Franco se basaba en la esperanza de que continuara la prosperidad económica como sustituto de la liberalización política.
El escándalo financiero conocido como caso Matesa fue aprovechado por el ministro de información Manuel Fraga para hacer daño a los llamados tecnócratas, varios de los cuales estaban implicados, favoreciendo la publicidad del caso. El final de la crisis gubernamental se produjo el 29 de octubre de 1969 con un profundo reajuste ministerial, siendo sustituidos 13 de los 18 ministros. Franco destituyó tanto a los ministros corruptos como a los que dieron publicidad al tema. Sin embargo, los tecnócratas, ligados al Opus Dei, pudieron conservar su influencia en el nuevo gobierno, en el que las figuras dominantes eran Carrero Blanco y Laureano López Rodó (impulsor de los Planes de Desarrollo Económico y Social). El llamado «gobierno monocolor» iba a ser el que implementara una serie de reformas tecnocráticas en España que posibilitaran, con la firma de diversos acuerdos internacionales, su apertura al exterior. Como paso previo a su posible integración en la OTAN y la CEE, se firmaron los Acuerdos de Amistad y Cooperación con Estados Unidos y el Acuerdo Comercial Preferencial con la CEE, y en septiembre de 1970 Franco recibió la visita de Richard Nixon y Henry Kissinger.
Mientras tanto, la tensión social, los conflictos laborales y la oposición política iban en aumento en escala e intensidad de forma continuada. El año 1969 comenzó con desórdenes estudiantiles en las Universidades de Barcelona y Madrid, y la muerte del estudiante Enrique Ruano cuando se hallaba detenido por la policía. Al finalizar el año, el Tribunal de Orden Público había condenado con 223 años de cárcel a 93 militantes de partidos políticos, todavía ilegales. La represión también alcanzó al Colegio de Abogados, sufriendo una deportación interna Gregorio Peces-Barba, Juan María Bandrés, Miguel Castells y Elías Ruiz-Ceberio, quienes luego ejercerían como abogados en el Proceso de Burgos. En 1970, se llevaron a cabo más de 1.500 huelgas, con más de 400.000 huelguistas en el País Vasco, Barcelona, Asturias, Madrid, Sevilla y Granada. En esta última ciudad tres trabajadores de la construcción perderían la vida al disolver la policía una manifestación. En septiembre de 1970, en la apertura del Campeonato del Mundo de Pelota Vasca en San Sebastián, un nacionalista vasco, Joseba Elósegui, prendió fuego a su ropa y se arrojó en llamas desde las gradas para protestar ante Franco, allí presente, gritando: «Gora Euskadi askatuta» ('Viva Euskadi libre').
Todo ello fue un caldo de cultivo de protestas que estalló con ocasión del consejo de guerra contra los dieciséis militantes de ETA. Sin embargo, aunque la oposición política transformó el Proceso de Burgos en un juicio popular al propio régimen y la presión popular evitó que las condenas a muerte fueran ejecutadas, el franquismo estaba lejos de desmoronarse y supo reconducir la crisis de diciembre de 1970 hacia posiciones inmovilistas; lo que significaría una mayor contundencia represiva y una reafirmación de los principios fascistas del régimen, siendo los últimos años de la dictadura los más duros desde la posguerra. Todavía hicieron falta siete largos años para tener las elecciones generales de 1977, las primeras desde la Segunda República, ocho para tener la Constitución de 1978 que reformó el régimen franquista (paradójicamente desde su propia legalidad) hasta convertirlo en un sistema democrático, y nueve para los primeros estatutos de autonomía durante la llamada Transición.

## Atentados y detenciones

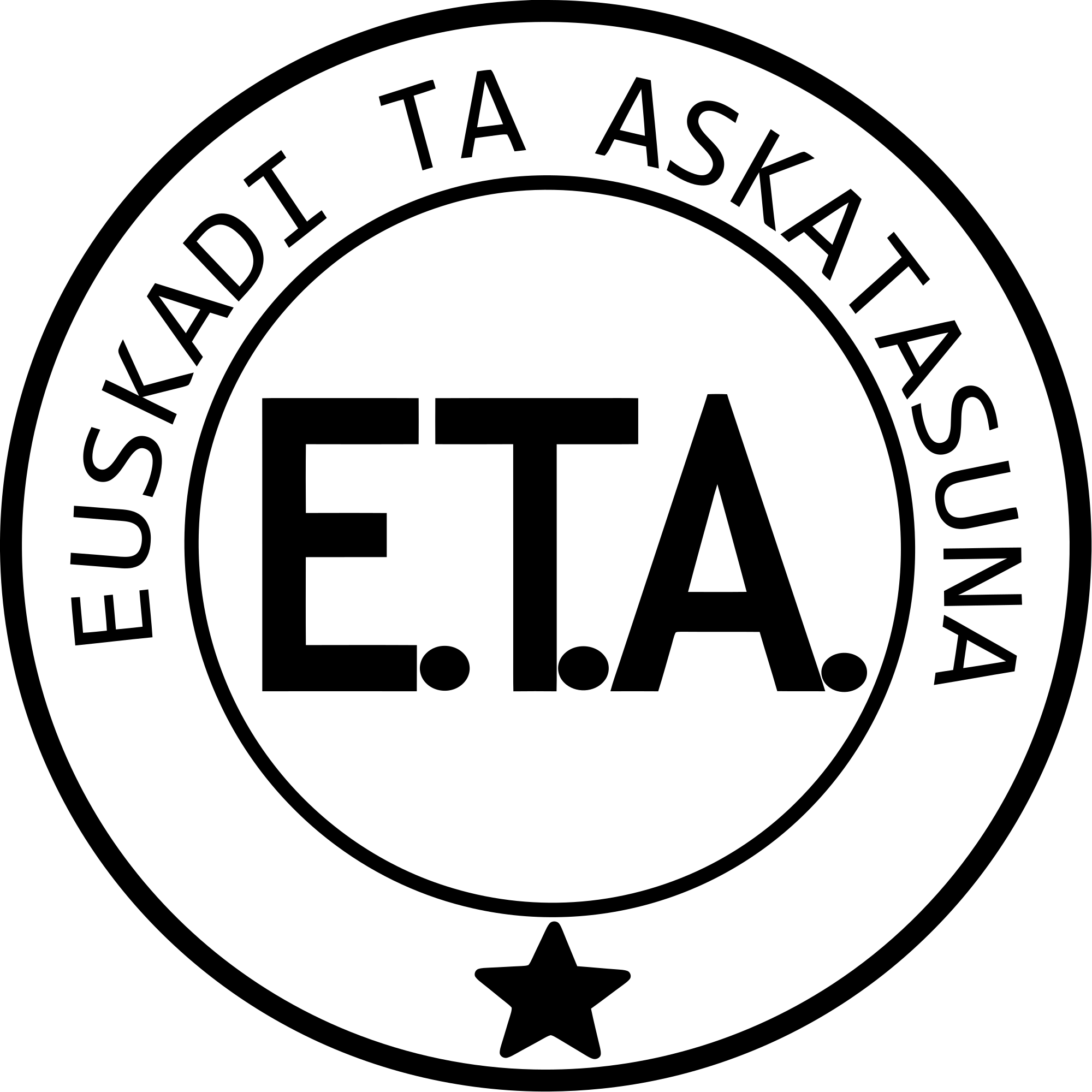
Anagrama de ETA.

El 2 de agosto de 1968 fue asesinado el policía Melitón Manzanas, jefe de la Brigada de Investigación Social (policía política o secreta) de la comisaría de San Sebastián y primera víctima premeditada de la historia de ETA. El 7 de junio había sido asesinado José Pardines Arcay, agente de la Guardia Civil, al interceptar a dos miembros de ETA en un control de carretera.
A raíz de estos hechos el Gobierno declaró el estado de excepción en Guipúzcoa, primero, y después en toda España. Las detenciones masivas desencadenadas durante esos años consiguieron que para el otoño de 1969 dieciséis miembros de ETA ya estuvieran presos. A los imputados se les acusaba también del asesinato del taxista Fermín Monasterio Pérez, muerto el 9 de abril de 1969, además de otros delitos, como atentados y robos, que les habían reportado un botín de más de 30 millones de pesetas, así como la colaboración en ellos y su encubrimiento. Los hechos eran considerados un ataque al régimen franquista, por lo que fueron acusados genéricamente del delito de «rebelión general continuada» y se decidió juzgarlos en consejo de guerra por un tribunal militar.
La competencia de la Jurisdicción Militar fue refrendada por Auto de la Audiencia de San Sebastián; y, recurrida ante el Tribunal Supremo de España, fue confirmada por su Sala Segunda. Para Armando Marchante Gil, quien tuvo a su cargo una de las tres áreas básicas, la religiosa, del Servicio Central de Documentación (SECED), creado por el almirante Carrero Blanco, aquí comienza una cadena de torpezas que habría de convertir el proceso de Burgos en una formidable operación de propaganda contra la dictadura franquista que le produjo un considerable desgaste.

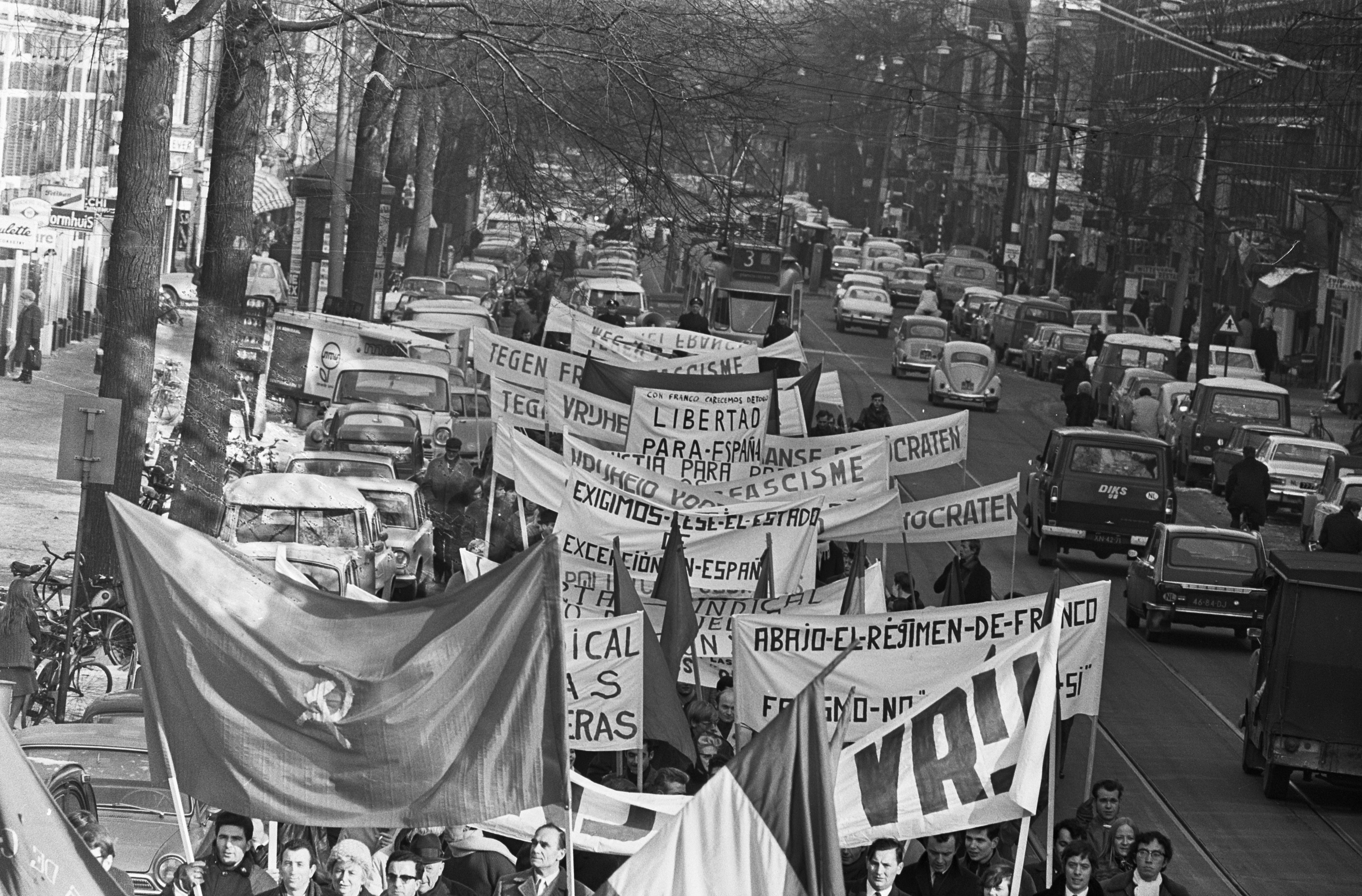
Manifestación antifranquista en Ámsterdam (en febrero de 1969) pidiendo el fin del estado de excepción en el País Vasco decretado por Franco tras el asesinato por ETA del comisario de la Brigada Político-Social Melitón Manzanas.

Dada la condición de procedimiento sumarísimo, el expediente permaneció secreto para los acusados hasta poco antes de comenzar el juicio, el cual había sido preparado meticulosamente durante meses. El capitán Antonio Troncoso, vocal ponente y asesor jurista de la fiscalía en el Proceso de Burgos, manifestó públicamente que el Ejército había elaborado un completo informe sobre la historia de ETA y su posible evolución, por lo que cabía entenderse que con este proceso se pretendía escenificar la liquidación de ETA y la victoria del Estado sobre la incipiente insurgencia armada vasca. Con la dirección de ETA detenida, se consideraba que la organización estaba cercenada de raíz, con lo que solo restaría, mediante un proceso ejemplarizante, juzgar, condenar y ejecutar a los dirigentes del grupo para disuadir a posibles continuadores.
El presidente del tribunal militar, el teniente coronel Manuel Ordovás González, ya había dado pruebas de su eficacia al condenar a muerte a Andoni Arrizabalaga, miembro de ETA juzgado en 1969 por otro consejo de guerra presidido por Ordovás. Al igual que en el caso de Iñaki Sarasketa, esta pena luego le sería conmutada; siendo ambos precedentes inmediatos al Proceso de Burgos en la conmutación de penas de muerte a miembros de ETA gracias a la presión popular.
Llamaba la atención el elevado número de encausados (dieciséis, entre los que se encontraban tres mujeres y dos sacerdotes), así como las penas solicitadas: seis penas de muerte y 752 años de cárcel.

## Trascendencia del juicio
La vista del «Sumarísimo 31/69» se celebró del 3 al 9 de diciembre de 1970 en la sala de justicia del Gobierno Militar de Burgos y el tribunal militar deliberó 18 días en sesión ininterrumpida. La jurisdicción castrense en lugar de desglosar los hechos delictivos se empeñó en acumularlos en un único sumario, tanto por razones de comodidad como por resaltar a los oficiales encargados del mismo, ya que estimaba que una condena masiva tendría una mayor ejemplaridad. Desde el primer momento el Gobierno de Franco decidió dar una amplia publicidad al juicio, lo que fue aprovechado por las principales fuerzas de la oposición para organizar una campaña en contra del mismo moviendo todos sus apoyos internacionales. La repercusión del juicio fue tan grande que la sala donde se celebró la vista no daba cabida a los cientos de personas que intentaron presenciarlo, repleta como estaba tanto de familiares y simpatizantes de los presos como de policías de paisano, así como de una amplia representación de periodistas nacionales y extranjeros y observadores de distintas asociaciones internacionales.
El hecho de que la mayoría de la prensa extranjera no fuera partidaria del régimen dictatorial del general Francisco Franco motivó la falta de rechazo mayoritario por el asesinato del comisario Melitón Manzanas, el cual además era considerado un experto torturador, por lo que su muerte fue incluso bien recibida por los grupos antifranquistas.
Por otro lado, la reacción popular contra el juicio se tradujo en paros de trabajadores, huelgas estudiantiles y manifestaciones ciudadanas que paralizaron la vida económica y social del País Vasco y, en menor medida, Navarra, en respuesta a la convocatoria de huelga general realizada por las fuerzas de la oposición. El 4 de diciembre la policía reprimió a tiros una manifestación en Éibar donde resultó herido Roberto Pérez Jauregi, que falleció poco tiempo después; y ese mismo día el Ministro de la Gobernación Tomás Garicano solicitó en el Consejo de Ministros la aprobación de la declaración del estado de excepción en Guipúzcoa, que el día 14 se amplió a toda España.

### Secuestro del cónsul honorario
La organización armada supo aprovechar políticamente el juicio con el secuestro, el día 1 de diciembre de 1970, del cónsul honorario de Alemania Federal en San Sebastián, Eugen Beihl Schaeffer, equiparando su suerte a la de los procesados sobre los cuales pendía la pena capital; lo que atrajo aún más la atención internacional. Sin embargo, los encausados celebraron una asamblea poco antes de comenzar el juicio y decidieron condenar el secuestro, por entender que podía perjudicar a las movilizaciones en curso al desviar la atención hacia el mismo. Aunque finalmente este desacuerdo no se hizo público, evidenciaba el cisma abierto en ETA tras su VI Asamblea. Durante el secuestro, Telesforo Monzón y su asociación Anai Artea de apoyo a los refugiados en el País Vasco francés, ejercieron con éxito como mediadores.

### Actuación de la defensa
La presencia de la prensa nacional e internacional en la sala durante el juicio, que comenzó el 3 de diciembre, fue aprovechada por la defensa para dañar moral y políticamente al régimen franquista con sus alegatos. El equipo que les defendió estaba formado por dieciséis abogados —algunos de los cuales más tarde adquirirían una cierta celebridad— y sus gastos fueron sufragados por cuestación popular gracias a los fondos recaudados por la agrupación clandestina Eusko Abertzale Laguntza. Como abogados actuaron Josep Solé i Barberà, Gregorio Peces-Barba, José Antonio Etxebarrieta, Juan María Bandrés, Miguel Castells y Francisco Letamendia, entre otros, y una única mujer, Gurutze Galparsoro; los cuales tuvieron como asistentes a Txiki Benegas y Eduardo Moreno Bergaretxe. Entre todos planearon una cuidada escenificación ante el tribunal militar, en la que los acusados y sus abogados pudieron hacer el papel de acusadores con sus declaraciones, para así dar a conocer internacionalmente la situación de opresión y represión a la que estaba sometido el País Vasco. Además, todos los días los abogados de la defensa celebraban ruedas de prensa en las que se pormenorizaba la evolución del juicio.

### Intervención de altas jerarquías eclesiásticas
Otra de las razones de la notoriedad fue la intervención de altas jerarquías eclesiásticas. Favorecía extraordinariamente esta actuación el hecho de que entre los encausados figurasen dos clérigos: Julen Calzada Ugalde, coadjutor de la parroquia de Yurreta, en Durango, y Jon Etxabe Garitacelaya, párroco de la ermita de Azitain, en Éibar, quien había abandonado su cargo en 1968 para convertirse en "liberado" de ETA (a sueldo de la organización y con dedicación exclusiva) sin que su Obispo le llamase al orden.
Por un lado, la presencia de dos sacerdotes entre los encausados hizo que la Iglesia católica se presentara como parte interesada, solicitando infructuosamente que el juicio fuera civil y no militar; por otro, la Iglesia vasca tenía entre sus miembros a muchos simpatizantes de organizaciones opuestas al Régimen. En el País Vasco la Iglesia cedió locales para reuniones y encierros en pro de la amnistía, pero sobre todo destacó el hecho de la redacción de cartas pastorales alusivas al caso para su lectura como homilías. La que tuvo más repercusión fue la que se dio a conocer el 22 de noviembre de 1970, firmada conjuntamente por el obispo de San Sebastián, Jacinto Argaya Goicoechea, y el administrador apostólico de Bilbao, José María Cirarda Lachiondo.
El Gobierno español insistía en que el juicio fuese a puerta cerrada, alegando lo dispuesto en el Concordato de 1953 para los casos en los que fuera juzgado un clérigo. Esta era la mejor manera de poder filtrar a su conveniencia la información de lo que ocurriera dentro de la sala. Pero como esto iba en contra de los propósitos de agitación propagandística de la oposición, los sacerdotes encausados amenazaron con pedir su secularización y los obispos Cirarda y Argaya acudieron a la Santa Sede para conseguir que el juicio se celebrase a puerta abierta. Finalmente, el Consejo de Ministros accedió a los deseos de la Santa Sede.

«... La Santa Sede no puede menos que considerarse complacida por el hecho de que sea definitivamente público el consejo de guerra que va a tener lugar próximamente en Burgos, a pesar de encontrarse dos sacerdotes entre los acusados... intercede ante el Gobierno español para pedir desde ahora una actitud de clemencia en el caso de condenas a muerte para que las mismas no sean ejecutadas...»

El 25 de noviembre, una semana antes de que comenzase el juicio, la Capitanía General de Burgos decretó la audiencia pública. Sin embargo, los obispos Cirarda y Argaya no se dedicaron a calmar tensiones en vísperas y durante el juicio, publicando una carta pastoral donde aclaraban su postura ante el proceso y donde, entre otras cosas, manifestaban:

«...reiteramos la condenación de toda clase de violencias: las estructurales, las subversivas y las represivas...»

Esta carta pastoral tuvo respuesta por parte del Ministerio de Justicia de España:

«...se equipara la violencia delictiva, penada por la Ley, con esta misma pena que la Ley impone a quien comete un delito previamente tipificado en el ordenamiento jurídico. Resulta evidentemente grave dar igual tratamiento a la violencia del delincuente que a la actitud de la Autoridad al aplicar la Ley de conformidad con un ordenamiento previamente establecido...»

### Reacciones fuera del País Vasco y Navarra
En Cataluña, el 12 de diciembre, trescientos artistas e intelectuales catalanes se encerraron en la abadía de Montserrat y lanzaron un manifiesto en el que pedían la amnistía total, libertades democráticas y el derecho a la autodeterminación. La ocupación finalizó el día 14, cuando el Consejo de Ministros decretó un nuevo estado de excepción, pues se temió que el abad y los monjes sufrieran represalias.
En Madrid un centenar de abogados se encerró en el Palacio de Justicia, y en León, durante el Congreso de la Abogacía española, se leyó un comunicado de los presos vascos y se aprobaron, entre otras materias, las peticiones de la desaparición de las jurisdicciones especiales y la abolición de la pena de muerte. También se produjeron, en toda España, manifestaciones multitudinarias contra este proceso y pidiendo la libertad de los procesados, así como protestas universitarias y otras manifestaciones relacionadas con conflictos sociolaborales que sumaban a sus reivindicaciones la demanda de amnistía.
En Europa las informaciones y editoriales en los medios de comunicación a favor de los encausados incluyeron el apoyo de intelectuales como Jean-Paul Sartre. Paralelamente se produjeron movilizaciones de protesta contra la dictadura franquista en distintas ciudades europeas y sudamericanas, así como ataques a delegaciones diplomáticas españolas. En Milán, un joven estudiante murió por los disparos de la policía italiana.

## Consecuencias
Un cúmulo de hechos hizo que el proceso, inicialmente concebido para asestar un duro golpe a ETA, finalmente se convirtiera en una estocada para el Régimen. El primero de ellos fue un erróneo movimiento político, interesado en resaltar a los oficiales encargados del mismo como una oportunidad de promoción personal. Así convirtieron al proceso en un juicio colectivo, uniendo en una sola causa los dieciséis casos individuales. No intuyeron que haciendo esto centraban la opinión internacional sobre las aspiraciones vascas, compartidas por todos los acusados, en lugar de concentrarlas en las presuntas actividades terroristas de algunos de ellos.
La organización, entonces debilitada por las últimas detenciones, además se encontraba dividida a raíz de su VI Asamblea entre los partidarios de convertirla en un partido marxista-leninista que ejerciera de vanguardia en las luchas obreras (ETA-VI) y quienes consideraban que debía continuar la lucha armada como un movimiento de liberación nacional vasco (ETA-V). Los encausados en principio estaban alineados con los primeros, cuya tendencia era mayoritaria en la organización; pero finalmente una parte significativa de ellos daría su apoyo a ETA-V, lo que reforzaría su estrategia armada pasando a denominarse simplemente ETA poco después. Con este juicio, con el que se pretendía dar un golpe mortal a ETA, pasó justamente lo contrario, con el añadido de una extraordinaria y reforzadora publicidad internacional para la banda. El régimen franquista favoreció que en aquellos días ETA consiguiera una amplia admiración, seduciendo como complemento de la lucha de masas de los obreros.
Otro hecho no menos importante, fue el efectivo movimiento táctico de ETA-V con el secuestro del cónsul alemán (ETA-VI, por su parte, había organizado la huida de los presos mediante la construcción de un túnel pero fracasó en su intento). Las autoridades alemanas, país de importantes proveedores, clientes e inversores en España, comenzaron a ejercer presiones con tal de que las sentencias de muerte no se llevaran a cabo. Quedaba patente que, en caso contrario, habría sanciones económicas. Finalmente la implicación de parte de la Iglesia católica a favor de la amnistía acabó de romper el círculo.
El proceso puso en evidencia la existencia de diversos motivos de preocupación para aquel régimen que envejecía: 
- El nacimiento de una organización dispuesta a matar con tal de llevar a cabo sus objetivos.
- La animadversión popular a causa de la brutal represión (en 1968 fueron detenidas 434 personas en el País Vasco, 1.953 en 1969, y 831 en 1970) por parte de una policía franquista que cometía innumerables excesos, malos tratos y torturas, lo cual deslegitimaba aún más a la dictadura.
- La presencia de una oposición muy organizada, sobre todo el Partido Comunista de España (PCE) y los sindicatos, que convocaban paros y protestas de contenido más político que laboral, y que una gran parte de los trabajadores secundaba. En ese sentido, el 26 de noviembre de 1970 se produjo la detención de diecinueve dirigentes de la oposición en un piso de la madrileña Avenida del Mediterráneo, por solidarizarse con los acusados en el Proceso de Burgos; entre los que destacaban Enrique Tierno Galván, Nicolás Sartorius y Pablo Castellano.
- La movilización de las Universidades, que concitaba la adhesión no solo de los estudiantes sino también de un significativo número de profesores.
- La oposición de la Iglesia Católica del País Vasco, Cataluña y parte del resto de España.
- La opinión crítica internacional, mostrándolo como el desmoronamiento del régimen franquista.

## Condenas
Durante los días que transcurrieron entre el fin de la vista y la fecha de la sentencia, los medios de comunicación europeos insistieron en informaciones relativas a la salud visiblemente deteriorada de Franco y a posibles desavenencias internas en el Gobierno, que explicarían la demora en el fallo. Algunos corresponsales quisieron ver una posible pugna por el poder entre falangistas y miembros del Opus Dei, estos últimos mayoritarios en el Gobierno y que apostaban por una tímida reforma tecnocrática en la economía que posibilitara su apertura al exterior frente a las posturas inmovilistas de aquellos, aunque en lo ideológico no tuvieran mayores diferencias pues ambos sectores eran firmes partidarios del nacionalcatolicismo. Tampoco faltaron las informaciones relativas a presiones dentro del propio Ejército.
Sin embargo, el almirante Luis Carrero Blanco se dirigió a las Cortes Españolas el 21 de diciembre de 1970 en su calidad de vicepresidente del Gobierno afirmando que cualquier foco de subversión sería desarticulado. A lo largo de su discurso trató de explicar cómo el terrorismo no era consecuencia de circunstancias internas, sino de la estrategia que el comunismo seguía para suscitar múltiples guerras simultáneas, consecutivas y entrelazadas. Para su futura víctima, ETA tan solo era una fracción más de ese ejército subterráneo, presente en todo el mundo y puesto al servicio de la URSS.
El 25 de diciembre de 1970, ETA liberaba al cónsul honorario secuestrado. El 28 de diciembre, a las cuatro de la tarde, el comandante Carlos Granados Mezquita, en su calidad de fiscal, hizo pública la sentencia con la confirmación de las seis penas de muerte iniciales y tres más, ya que tres acusados fueron encontrados culpables de dos delitos capitales cada uno (asesinato y delito continuado de bandidaje) por los que también fueron condenados. En total nueve sentencias de muerte, quinientos diecinueve años de cárcel y multas por un valor de seis millones de pesetas. Las penas impuestas en la durísima sentencia, que superaban las peticiones del fiscal, acabaron de polarizar la atención sobre Burgos, creando una opinión contraria a las penas de muerte y favorable al indulto de los encausados.
| Nombre                       | Abogado                       | Condena                                     |
| ---------------------------- | ----------------------------- | ------------------------------------------- |
| Eduardo Uriarte Romero       | Elías Ruiz Ceberio            | dos condenas de muerte y 30 años de prisión |
| Jokin Gorostidi Artola       | Juan María Bandrés            | dos condenas de muerte y 30 años de prisión |
| Xabier Izko de la Iglesia    | José Antonio Etxebarrieta     | dos condenas de muerte y 27 años de prisión |
| Mario Onaindia Natxiondo     | Miguel Castells Arteche       | una condena de muerte y 51 años de prisión  |
| Xabier Larena Martínez       | Ibon Navascués Ugarte         | una condena de muerte y 30 años de prisión  |
| Unai Dorronsoro Ceberio      | Pedro Ruiz Balerdi            | una condena de muerte                       |
| Bittor Arana Bilbao          | Gregorio Peces-Barba          | 70 años de prisión                          |
| Josu Abrisketa Korta         | Josep Solé Barberà            | 62 años de prisión                          |
| Ione Dorronsoro Ceberio      | Gurutze Galparsoro            | 50 años de prisión                          |
| Enrique Gesalaga Larreta     | Juan Miguel Moreno Lombardero | 50 años de prisión                          |
| Jon Etxabe Garitacelaya      | Ramón María Camiña Uribe      | 50 años de prisión                          |
| Gregorio López Irasuegui     | José Luis Castro Izaguirre    | 30 años de prisión                          |
| Itziar Aizpurua Egaña        | Francisco Letamendia Belzunce | 15 años de prisión                          |
| Julen Calzada Ugalde         | Pedro Ibarra Güell            | 12 años de prisión                          |
| Antton Karrera Agirrebarrena | Artemio Zarco Apaolaza        | 12 años de prisión                          |
| Arantxa Arruti Odiozola      | Juan María Bagüés Olaizola    | absuelta                                    |

## Petición de clemencia y conmutación de las penas
El mismo 28 de diciembre el capitán general de Burgos Tomás García Rebull confirmó la sentencia. Los paros, las huelgas y las manifestaciones en favor de los condenados arreciaron tanto en el País Vasco y Navarra como en el resto de España, a pesar del estado de excepción; así como en Europa, Estados Unidos, América del Sur y Australia. En los días posteriores, el Gobierno español recibió presiones diplomáticas de países como Francia, Italia, Reino Unido, Alemania Federal, Dinamarca, Bélgica, Austria, Suecia, Noruega, Irlanda, Venezuela, Chile y el propio Vaticano. Aunque las sentencias estaban dictadas de acuerdo al Código de Justicia Militar vigente, su ejecución haría más difícil la necesaria evolución del régimen que buscaba vínculos más cercanos con Europa Occidental.
El dictador Francisco Franco era consciente de que la clemencia sería interpretada como debilidad, pese a que también hubo manifestaciones a favor del Gobierno y el Ejército alentadas por la prensa afín al Movimiento. Sin embargo, las autoridades estaban desbordadas. El día 29 de diciembre se reunió el Consejo del Reino, y el día 30 de diciembre lo hizo el Consejo de Ministros en El Pardo, acordando por unanimidad conmutar las penas de muerte por las inmediatamente inferiores en grado.

«...Las clamorosas y multitudinarias manifestaciones de adhesión que habéis rendido en los últimos días, no solamente a mi persona, sino al Ejército español y a nuestras instituciones, ha reforzado nuestra autoridad de tal modo, que nos facilita, de acuerdo con el Consejo del Reino, el hacer uso de la prerrogativa de la gracia de indulto de la última pena, pese a la gravedad de los delitos que el Consejo de Guerra de Burgos, con alto patriotismo, juzgó...»

Siete años más tarde, todos los procesados conseguirían la libertad tras la amnistía general de 1977 promulgada por el presidente Adolfo Suárez. Sin embargo, los cinco condenados por asesinato antes de ser amnistiados fueron expulsados de España: Xabier Izko de la Iglesia, a Oslo (Noruega); y Eduardo Uriarte, Jokin Gorostidi, Mario Onaindia, Xabier Larena y Unai Dorronsoro, a Bruselas (Bélgica).

## Evolución política de los encausados
Tras su salida de la cárcel, de entre los encausados surgirían varias figuras políticas que tendrían un papel notable en diferentes organizaciones políticas de la izquierda vasca durante y después de la Transición. La adscripción a una u otra organización política se debió a la evolución de cada uno en los años posteriores al juicio.
Eduardo Uriarte, Xabier Izko de la Iglesia, Mario Onaindia y Xabier Larena se integraron en EIA y posteriormente en Euskadiko Ezkerra (EE). Mario Onaindia y Eduardo Uriarte serían dirigentes de esta formación y posteriormente promovieron la fusión de EE con la federación vasca del PSOE. Como miembro del Partido Socialista de Euskadi-Euskadiko Ezkerra (PSE-EE), Eduardo Uriarte fue teniente de alcalde de Bilbao y gerente de la Fundación para la Libertad con Nicolás Redondo Terreros y Edurne Uriarte. En mayo de 2003, Mario Onaindia recibió el III Premio José Luis López de Lacalle por sus publicaciones en defensa de la libertad y contra el terrorismo. Todos ellos renegaron públicamente de su pasado en ETA.
Jokin Gorostidi e Itziar Aizpurua se integraron en HASI y posteriormente serían dirigentes de Herri Batasuna (HB), partido en el que también militó Arantxa Arruti. Tiempo después, Aizpurua participó en la lista electoral presentada por la izquierda abertzale bajo las siglas de D3M, ilegalizada por la Audiencia Nacional en 2009.
Unai Dorronsoro y su hermana Ione Dorronsoro se integraron en el Movimiento Comunista de Euskadi (EMK) tras su paso por Euskadiko Ezkerra y, más tarde, abandonarían la política activa.
Josu Abrisketa se integró en ETA político-militar y, tras ser nuevamente detenido en Francia, finalmente sería deportado a Cuba.
Antton Karrera y Jon Etxabe se integraron en la Liga Komunista Iraultzailea (LKI). Antton Karrera sería dirigente de LKI y después se integraría en Ezker Batua-Berdeak, siendo coordinador de esta formación en Guipúzcoa y parlamentario vasco. Por su parte, Jon Etxabe continuaría su militancia en Zutik.
El resto de encausados dejarían la política activa. Bittor Arana ejercería de sindicalista de base de CCOO.

## En la cultura popular
- El proceso de Burgos, película documental de Imanol Uribe realizada en 1979.
- El proceso de Burgos 25 años después, documental de Joseba Macías de 1995.
- Luna caliente, película de ficción de Vicente Aranda de 2010.[13]
- El precio de la libertad, miniserie de televisión basada en la vida de Mario Onaindia, dirigida por Ana Murugarren en 2011.